# Tüzesfejű cinege
A tüzesfejű cinege (Cephalopyrus flammiceps) a verébalakúak (Passeriformes) rendjébe, ezen belül a cinegefélék (Paridae) családjába tartozó madárfaj, a Cephalopyrus nem egyetlen képviselője.

## Rendszerezése
A fajt Edward Burton brit zoológus írta le 1836-ban, az Aegithalus nembe Aegithalus flammiceps néven.

### Alfajai
- Cephalopyrus flammiceps flammiceps (E. Burton, 1836) - nyugaton észak-Pakisztántól és Kasmírtól keleten nyugat-Nepálig költ, télen északközép-India területén tartózkodik;
- Cephalopyrus flammiceps olivaceus (Rothschild, 1923) - nyugaton kelet-Nepáltól és nyugat-Bhutántól keleten északkelet-Indiáig, dél-Kínáig költ, télen kelet-Mianmar, délnyugat-Thaiföld és északnyugat-Laosz területén tartózkodik.

## Előfordulása
A Himalájában és tőle délre él, mérsékelt övi erdőkben, nyáron 1800-3500 méteres tengerszint feletti magasságban, télen az alacsonyabb (300-1800 méteres tengerszint feletti magasságokra) és délebbi vidékekre vándorol.

## Megjelenése
Testhossza 10 centiméter.
|  |

## Életmódja
Rovarokkal, levelekkel, virágokkal és rügyekkel táplálkozik. 

## Szaporodása
Áprilistól júniusig költ, fészkét faodúkba helyezi, általában a földszinttől 6-12 méteres magasságban. A fészket a tojó készíti, miközben a hím a területet védi. Tojásai kékeszöldek. A kikelt fiókákat a pár együtt eteti.

## Természetvédelmi helyzete
Az elterjedési területe nagyon nagy, egyedszáma viszont ismeretlen. A Természetvédelmi Világszövetség Vörös listáján nem fenyegetett fajként szerepel.

## Fordítás
- Ez a szócikk részben vagy egészben  a   Fire-capped tit című angol Wikipédia-szócikk fordításán alapul.  Az eredeti cikk szerkesztőit annak laptörténete sorolja fel. Ez a jelzés csupán a megfogalmazás eredetét és a szerzői jogokat jelzi, nem szolgál a cikkben szereplő információk forrásmegjelöléseként.